# Denaces de Mesena
Denaces (em persa médio: dynky; romaniz.: Dēnag; em parta: dynkyE; romaniz.: Dēnag; em grego clássico: Δηνάκης; romaniz.: Dekánes) foi uma nobre persa do século III, ativa durante o reinado do xá Sapor I (r. 240–270).

## Vida

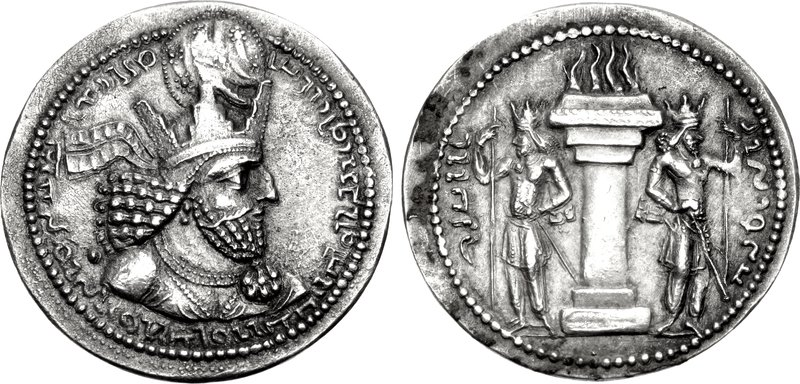
Dracma de Sapor cunhado ca. 240-244

Denaces era uma nobre persa que em data incerta casou-se com Sapor, filho do xá Sapor I (r. 240–270). Eles tiveram vários filhos, dos quais se sabe de sete: Saburductace, a esposa de Vararanes II (r. 274–293); Hormisda; Otobacte; Hormisdaces; Vararanes; Sapor; e Perozes. Foi rainha de Mesena com o título de "dastagerda de Sapor" (Dastgerd-Šābuhr), que foi concedido por seu esposo ou sogro. Quando Sapor faleceu, Denaces provavelmente sucedeu-o.
Denaces aparece na lista de dignitários da corte de Sapor preservada na inscrição Feitos do Divino Sapor. É a única mulher entre os 67 dignitários citados e aparece em terceiro na ordem de precedência, atrás do xá de Adiabena Artaxer e o xá da Carmânia Artaxer. Ele deve ter atuado como regente em Mesena ou foi rainha com mesmo estatuto dos demais xás, sendo talvez a primeira mulher no Império Sassânida a ser encarregada de tal tarefa tal como a informação disponível permite inferir.